# Ruta de Alaska 7
La Ruta de Alaska 7, y abreviada AK 7 (en inglés: Alaska Route 7) es una carretera estatal estadounidense ubicada en el estado de Alaska. Consiste en cuatro segmentos no conectados, sirviendo a comunidades en las estaciones del ferry de la Autopista Marina de Alaska, y conectándose con la Autopista Alaska en el Yukón vía la Autopista Haines. La carretera tiene una longitud de 232,7 km (144,622 mi).

## Descripción
De acuerdo al Manual de Uniform Traffic Control Devices, la Ruta 7 tiene la siguiente ruta
Major highways in Southeast, including:
- South Tongass Hwy, North Tongass Hwy (Ketchikan)
- Nordic Drive, Mitkoff Hwy (Petersburg)
- Glacier Hwy, Egan Drive (Juneau)
- Haines Hwy, Haines a la frontera

No hay otros segmentos mostrados en los mapas.
La sección más al sur de la AK-7 es conocida como laAutopista Tongass, dirigiéndose a Ketchikan en la Isla Revillagigedo.
Después sigue la Autopista Mitkoff, al sur de Petersburg en la punta sureste de la Isla Mitkof. La AK-7 también incluye la Nordic Drive, que se conecta con la Autopista Mitkoff en el lado norte de la isla.
Egan Drive, es parte de la AK-7, es la carretera principal de Juneau, reemplazando la Autopista Glacier desde el centro de Juneau hasta cerca de Aeropuerto Internacional de Juneau. Más allá del aeropuerto, la Ruta 7 continúa a lo largo de la Autopista Glacier pasando Auke Bay hasta la Bahía Berner.
El segmento final de la AK-7 empieza en el centro de Haines, y sigue al noreste por la Autopista Haines con la frontera con Columbia Británica. Allí se conecta con la Carretera 3 de Yukón, en la cual pasa por Columbia Británica terminando en la Autopista Alaska en Haines Junction.

## Mantenimiento
Al igual que las autopistas interestatales, y las rutas federales y el resto de carreteras estatales, la Ruta de Alaska 7 es administrada y mantenida por el Departamento de Transportación y Servicios Públicos de Alaska por sus siglas en inglés DOT&PF.

## Intersecciones
La Ruta de Alaska 7 es interceptada por las siguientes carreteras:
| Borough                         | Localidad                       | Mile   | Carreteras                                           |
| ------------------------------- | ------------------------------- | ------ | ---------------------------------------------------- |
| Ketchikan Gateway               |                                 | 0.000  | Beaver Falls access                                  |
| Ketchikan Gateway               | Ketchikan                       | 15.503 | Ferry Terminal Road - Ketchikan Ferry Terminal       |
| Ketchikan Gateway               |                                 | 31.700 | Fin                                                  |
|                                 |                                 |        |                                                      |
| Borough no organizado           |                                 | 0.000  | Fin                                                  |
| Borough no organizado           | Petersburg                      | 32.211 | Ferry Terminal Road - Petersburg Ferry Terminal      |
| Borough no organizado           | Petersburg                      | 34.210 | Sandy Beach Road                                     |
|                                 |                                 |        |                                                      |
| Juneau                          | Juneau                          | 0.000  | Main Street, Thane Road                              |
| Juneau                          | Juneau                          | 0.679  | Puente Juneau-Douglas                                |
| Juneau                          | Juneau                          | 13.151 | Auke Bay Ferry Terminal                              |
| Juneau                          | Juneau                          | 39.009 | Fin (justo más allá del acceso a Echo Cove)          |
|                                 |                                 |        |                                                      |
| Haines                          | Haines                          | 0.000  | Main Street, Segunda Avenida - Haines Ferry Terminal |
| Frontera con Columbia Británica | Frontera con Columbia Británica | 39.703 | Carretera 3 norte (Haines Road)                      |